# Liste der Monuments historiques in Willer
Die Liste der Monuments historiques in Willer führt die Monuments historiques in der französischen Gemeinde Willer auf.

## Liste der Objekte
| Bezeichnung                | Beschreibung                           | Standort                                        | Kennzeichnung | Schutzstatus | Datum | Bild |
| -------------------------- | -------------------------------------- | ----------------------------------------------- | ------------- | ------------ | ----- | ---- |
| Orgel                      | Ensemble aus PM68002093 und PM68002094 | in der Kirche Notre-Dame de l’Assomption (Lage) | PM68002092    | Classé       | 2019  |      |
| Orgelprospekt              | 1863 von Stiehr-Mockers gebaut         | in der Kirche Notre-Dame de l’Assomption (Lage) | PM68002094    | Classé       | 2019  |      |
| Instrumentalteil der Orgel | 1863 von Stiehr-Mockers gebaut         | in der Kirche Notre-Dame de l’Assomption (Lage) | PM68002093    | Classé       | 2019  |      |